# Longitarsus tabidus
Longitarsus tabidus é uma espécie de insetos coleópteros polífagos pertencente à família Chrysomelidae.
A autoridade científica da espécie é Fabricius, tendo sido descrita no ano de 1775.
Trata-se de uma espécie presente no território português.